# Сорочинка (Костанайская область)
Сорочинка (каз. Сорочин) — село в Сарыкольском районе Костанайской области Казахстана. Административный центр Сорочинского сельского округа. Находится примерно в 11 км к западу от районного центра, посёлка Сарыколь. Код КАТО — 396255100.

## Население
В 1999 году население села составляло 739 человек (346 мужчин и 393 женщины). По данным переписи 2009 года, в селе проживали 752 человека (366 мужчин и 386 женщин).